# Danger – Keine Zeit zum Sterben
Danger – Keine Zeit zum Sterben ist ein 1984 auf Englisch gedrehter, deutscher Actionfilm mit John Phillip Law und Horst Janson in den Hauptrollen. Regie führte Helmuth Ashley.

## Handlung
Im Dschungel von Java, Indonesien. Es hat ein schweres Grubenunglück gegeben, und die beiden „ganzen Kerle“ Ted Barner und Martin Foster, ein Firmenangestellter und ein Ingenieur, sollen unter strengster Geheimhaltung eine große Laserkanone ihres Auftraggebers, des MIC-Konzerns, dorthin schaffen, um damit die Leben Verschütteter, darunter auch Martins Bruder Thomas, zu retten. Der Laserstrahler soll anhand realer Bedingungen am Unglücksort getestet werden, wogegen die ebenfalls in Rüstung machende Konkurrenz namens Protex etwas hat. Die Laserkanone würde im Bergbau nämlich ganz neue Maßstäbe setzten, denn sie kann durch ihre Strahlen in wenigen Sekunden jeden Stein zum Schmelzen bringen. 
Einer der Protex-Chefs, Mr. Gull, ein ziemlich skrupelloser Texaner, lässt daher seinen Handlanger Jan van Clef den beiden Männer hinterherjagen, damit Ted und Martin den Zielort nicht lebend erreichen bzw. die Laserkanone entweder zerstört wird oder in den Besitz von Protex gelangt. In den folgenden Tagen geraten die beiden MIC-Leute auf ihrem Weg durch unwegsames Gelände und den heißen Dschungel von einem Hinterhalt in den anderen: Sie werden unter Beschuss gesetzt, ihr Fahrzeug bleibt stecken und muss überdies eine Explosion überstehen. Zu ihnen gesellt sich schließlich auch noch die junge Reporterin Judy.

## Produktionsnotizen
Danger – Keine Zeit zum Sterben entstand im Sommer 1984 in Indonesien und wurde am 30. November 1984 uraufgeführt. Die Fernseherstausstrahlung des vom NDR mitproduzierten Actionfilms erfolgte am 7. Juni 1988 auf N3.
Für den Regieveteranen Ashley war dies sein letzter Kinofilm, der später unter dem Videotitel Die Jagd der goldenen Tiger vertrieben wurde. 

## Wissenswertes
Der Film wirkt auf weiten Strecken wie ein Plagiat des legendären Clouzot-Thrillers Lohn der Angst.

## Kritiken
„Abenteuerfilm in stümperhafter Inszenierung; lustlose Darsteller und billige Effekte lassen das Interesse vollends erlahmen.“

„Stümperhafter Actionmurks.“